# Thom Lundberg
Thom Lundberg, född 1978 i Växjö, är en svensk ekonom och författare.
Thom Lundberg växte upp i Tollarp och i Osby med två olika identiteter: svensk och romano. Han studerade statsvetenskap och företagsekonomi på Lunds universitet 1997–2001 och utbildade sig till civilekonom på Handelshögskolan i Stockholm 2001–05. Han har varit medgrundare av bland andra Företagslitteratur Sverige AB 2003 och Pocketförlaget 2006.
Han debuterade 2016 med romanen För vad sorg och smärta, som rör resandefolkets nutidshistoria i Sverige under 1950-talet. Han fick 2017 Borås Tidnings debutantpris för denna roman med motiveringen: "för en roman som utan sentimentalitet skriver ett för Sverige nödvändigt nytt kapitel i svensk litteratur, det om resandefolkets kulturhistoria". År 2016 tilldelades han Samfundet De Nios Julpris.
Han är gift och har två barn. Han bosatte sig 2015 i Luzern i Schweiz.